# Coussarea latifolia
Coussarea latifolia är en måreväxtart som beskrevs av Paul Carpenter Standley. Coussarea latifolia ingår i släktet Coussarea och familjen måreväxter. Inga underarter finns listade i Catalogue of Life.